# Батеєво (селище)
Бате́єво (рос. Батеево, чув. Патти разъезчӗ) — селище у складі Урмарського району Чувашії, Росія. Входить до складу Чубаєвського сільського поселення.
Населення — 2 особи (2010; 11 у 2002).
Національний склад:
- чуваші — 100 %